# Tecticeps glaber
Tecticeps glaber is een pissebed uit de familie Tecticipitidae. De wetenschappelijke naam van de soort is voor het eerst geldig gepubliceerd in 1933 door Eupraxie Fedorovna Gurjanova.